# Абаде
Абаде́ (на русском языке название города произносится с твёрдым -дэ [ А б а д э́ ], перс. آباده‎ — ободе́h) — город в центральном Иране, в остане Фарс. Административный центр шахрестана Абаде.

## История
В древности был перевалочным центром на пути караванов.

## Географические сведения
Население — 55,7 тыс. человек (2011). Город расположен на высоте 1920 метров над уровнем моря на высокогорном шоссе Исфахан-Шираз.

## Экономика
Развито кустарное производство ковров и резьба по дереву. Изготовление кунжутного и касторового масла.